# واقعی (آلبوم آویچی)
واقعی اولین آلبوم استودیویی سبک موسیقی الکترونیک از هنرمند و دی جی سوئدی آویچی است که در ۱۳ سپتامبر ۲۰۱۳ توسط PRMD Music و آیلند رکوردز منتشر شد. آویچی در زمان انتشار آلبوم خاطر نشان کرد که که از نظر صوتی، این آلبوم با ترکیب عناصر ژانرهای دیگری مانند موسیقی کانتری، از سبک قبلی او یعنی موسیقی هاوس در آثار قبلی فراتر رفته‌است. قبل از انتشار این آلبوم، تک آهنگ مرا بیدار کن با همکاری آلو بلک منتشر شد که توانست در صدر چندین چارت مختلف موسیقی جهان قرار بگیرد. پس از این قطعه، او تک آهنگ دیگری به نام "You Make Me" را هم منتشر کرد.
واقعی نخستین بار در رتبه دوم جدول آلبوم‌های بریتانیا قرار گرفت و در بین حداقل ده کشور دیگر به رتبه نخست رسید. متعاقباً پس از گذشت ۹ ماه در فوریه ۲۰۱۴ به رتبه دوم جدول رسید. در ۲۴ مارس ۲۰۱۴، آویچی نسخه ریمیکس شده آلبوم را با عنوان واقعی (Avicii by Avicii) منتشر کرد. آویچی یک نسخه دو دیسکی، شامل نسخه استاندارد ۱۰ آهنگی در کنار آلبوم ریمیکس با جلد آلبوم جدید، در ژوئن ۲۰۱۴ منتشر کرد

## زمینه ساخت نخستین آلبوم
آویچی ساخت آهنگ را از سن ۱۸ سالگی در اتاق خواب خودش با ساخت ریمیکس و آهنگسازی شروع کرد. او کار خود را به عنوان یک آهنگساز حرفه ای در سال ۲۰۰۷ با همکاری‌های متعددی که با آهنگسازان و دی جی‌ها همانند جان دالباک و دیوید گتا شروع کرد. آویچی با انتشار تک آهنگ "Levels" توانست توجهات بین‌المللی را به خود جلب کند. تک آهنگ‌های بعدی او به نام "Silhouettes" و "I Could Be The One" (با همکاری نیکی رومرو) توانستند با کسب محبوبیت برای او، زمینه‌ساز ورود او در عرصه رقابتی موزیک انگلیسی با ساخت آلبوم واقعی از انتهای سال ۲۰۱۲ باشند.

## فهرست آهنگ‌ها
| شماره      | نام                    | نویسنده(ها)                                                                | تهیه‌کنندگان                        | مدت   |
| ---------- | ---------------------- | -------------------------------------------------------------------------- | ---------------------------------- | ----- |
| ۱.         | « مرا بیدار کن»        | Tim Bergling Aloe Blacc Mike Einziger                                      | تیم برگلینگ آرش پورنوری            | ۴:۰۹  |
| ۲.         | «You Make Me»          | Bergling Pournouri Vincent Pontare Salem Al Fakir                          | Bergling Pournouri [a]             | ۳:۵۳  |
| ۳.         | «Hey Brother»          | Bergling Pournouri Pontare Fakir Veronica Maggio                           | Bergling Pournouri [a]             | ۴:۱۴  |
| ۴.         | «Addicted to You»      | Bergling Pournouri Mac Davis Josh Krajcik                                  | تیم برگلینگ آرش پورنوری            | ۲:۲۸  |
| ۵.         | «Dear Boy»             | Bergling Pournouri Karen Marie Ørsted Jonas Knutsson                       | Bergling Pournouri [a]             | ۷:۵۹  |
| ۶.         | «Liar Liar»            | Bergling Pournouri Blacc Einziger Bruce Driscoll Erica Driscoll Peter Dyer | Bergling Pournouri [a]             | ۳:۵۸  |
| ۷.         | «Shame on Me»          | Bergling Pournouri Audra Mae Sterling Fox                                  | Bergling Pournouri [a]             | ۴:۱۳  |
| ۸.         | «Lay Me Down»          | Bergling Pournouri Nile Rodgers Adam Lambert                               | Bergling Rodgers [a] Pournouri [a] | ۵:۰۰  |
| ۹.         | «Hope There's Someone» | Antony Hegarty                                                             | Bergling Pournouri [a]             | ۶:۲۱  |
| ۱۰.        | «Heart Upon My Sleeve» | Bergling Pournouri                                                         | Bergling Pournouri [a]             | ۴:۴۰  |
| مجموع مدت: | مجموع مدت:             | مجموع مدت:                                                                 | مجموع مدت:                         | ۴۶:۵۵ |

تهیه و تولید آلبوم
- تیم برگلینگ – تهیه‌کننده، میکسر
- استوارت هاکس - مسترینگ
- آرش پورنوری – تهیه‌کننده